# 알제주

알제주

알제주(아랍어: ولاية الجزائر, 베르베르어: ⵍⴻⴷⵣⴰⵢⴻⵔ, 프랑스어: Wilaya d'Alger)는 알제리 북부에 위치한 주로, 주도는 알제(알제리의 수도이기도 함)이며 면적은 273km2, 인구는 2,947,461명(2008년 기준)이다. 알제리에서 면적이 가장 작고 인구가 가장 많은 주이기도 하다.